# Ofensiva de Flămânda
L'ofensiva Flămânda (o Maniobra de Flămânda), que va tenir lloc durant la Primera Guerra Mundial entre el 29 de setembre i el 5 d'octubre de 1916, va ser una ofensiva a través del Danubi realitzada pel 2n Exèrcit romanès amb el suport de l'artilleria costanera romanesa.
Nomenada així pel llogaret de Flămânda, la batalla va representar un esforç constant de l'exèrcit romanès per aturar l'ofensiva sud de les Potències Centrals dirigida pel general alemany August von Mackensen.
L'ofensiva va acabar amb una victòria tàctica de les Potències Centrals.

## Antecedents
Romania es va unir als Aliats en la Primera Guerra Mundial a l'agost de 1916, quan les seves forces van envair Transsilvània a través de la frontera a les muntanyes dels Carpats. Les forces romaneses van derrotar ràpidament a la petita quantitat de forces austrohongareses a la zona fronterera i van començar a avançar cap al territori austrohongarès, però aviat van ser aturats. Mentrestant, una força de les Potències Centrals que comprenia tropes búlgares, alemanyes i otomanes, dirigida pel general alemany agost von Mackensen, va entrar a Dobruja, al sud-est de Romania.

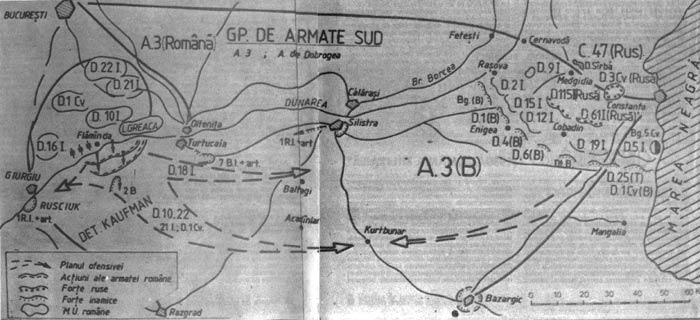
El pla de l'ofensiva

Davant les amenaces més serioses del que s'esperava, el Consell de la Corona de Romania va decidir reforçar el 3 Exèrcit romanès, liderat pel general Alexandru Averescu, amb 150.000 homes més. Posteriorment, Averescu va ser posat a càrrec d'un grup d'exèrcit format pel 3r Exèrcit i 50.000 soldats de l'exèrcit del Dobruja, comandat pel general Andrei Zayonchkovski i compost de 17 divisions, i va planejar contraatacar les forces de Mackensen per tot el Danubi. El pla era atacar les forces de les Potències Centrals des de la part posterior travessant el Danubi per Flămânda, mentre que les tropes romaneses i russes de primera línia llançarien una ofensiva cap al sud, cap a Cobadin i Kurtbunar, per aïllar a l'exèrcit de Mackensen de les seves bases al nord de Bulgària.
Els mariners romanesos d'Apărările de sub apă, una força d'artilleria costanera especialitzada, tenien 28 canons a la seva disposició a la riba esquerra del Danubi (una bateria de 57 mm, 78 mm, 105 mm i 150 mm, dues bateries de 87 mm, i una secció de 120 mm i 210 mm) i sis canons més (una bateria de 57 mm i una secció de 87 mm) a l'illa Cinghineaua. Tota la força d'artilleria costanera estava comandada pel comandant naval Niculescu Rizea.

## Batalla

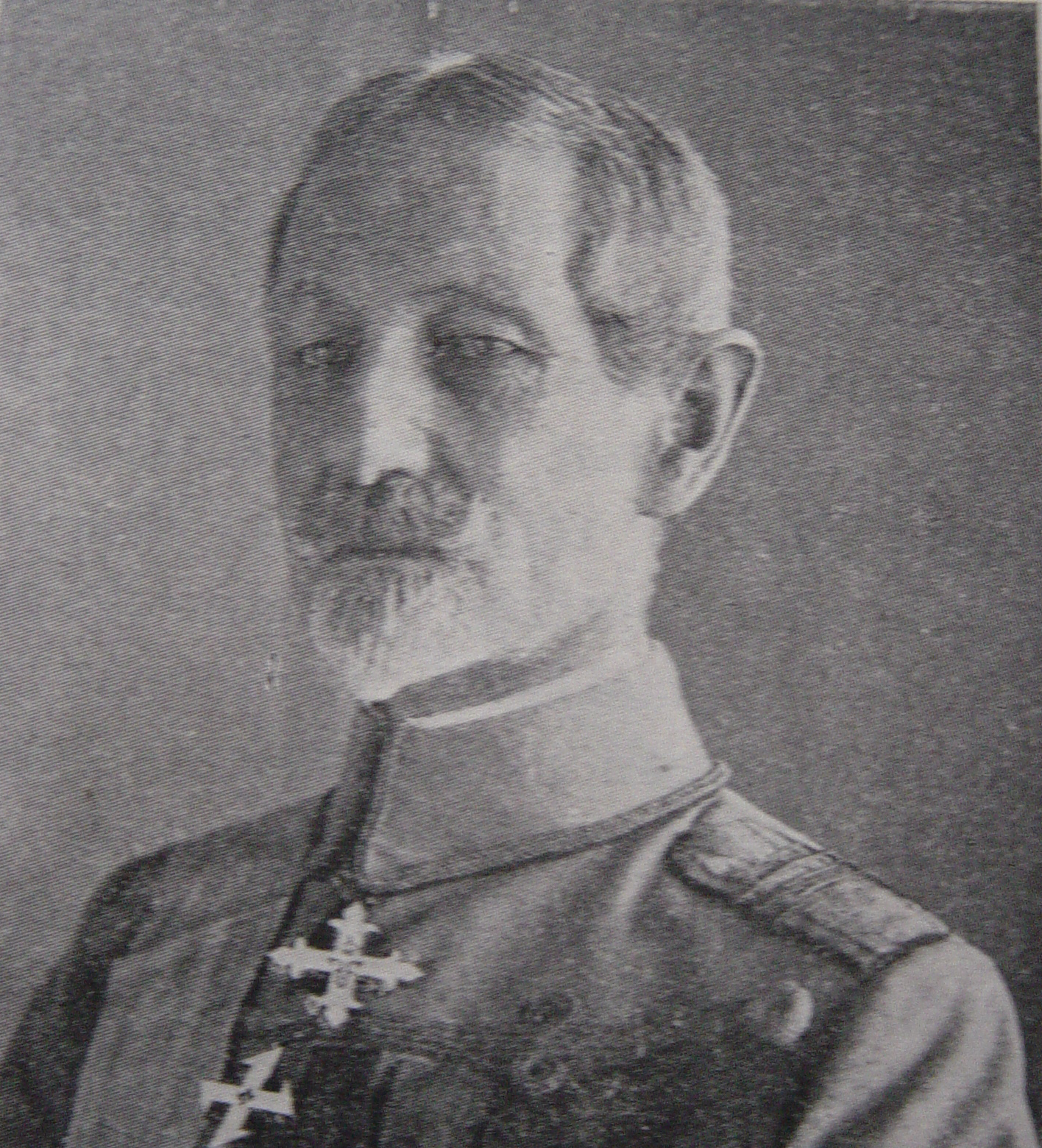
General Alexandru Averescu, comandant de les forces romaneses

L'atac va començar el 29 de setembre de 1916, en un front de 80 km d'ample que anava des de Flămânda (prop d'Oltenița) fins a Zimnicea, en direcció al costat occidental de Mackensen, amb les forces romaneses que gaudien de la superioritat del personal d'infanteria i d'equip d'artilleria. No obstant això, l'intent romanès de creuar el Danubi va ser frenat per la Flotilla del Danubi de l'armada austrohongaresa.
L'1 d'octubre, dues divisions romaneses van creuar el Danubi a Flămânda i van crear un cap de pont de 14 × 4 km de profunditat. Aquesta zona es va ampliar l'endemà, amb vuit assentaments búlgars que van ser ocupats pels romanesos.
El matí del 2 d'octubre, la Flotilla del Danubi de l'armada austrohongaresa, comandada pel capità Karl Lucich, va atacar a les tropes romaneses que creuaven el Danubi. Els primers vaixells de guerra austrohongaresos que van entrar en combat van ser els patrullers Barsch i Viza. El Barsch va ser bombardejat per les bateries costaneres romaneses i va perdre la direcció; van morir tres tripulants i cinc van ser ferits. Els dos patrullers es van retirar i van ser substituïts pels monitors fluvials Bodrog i Körös. Els dos vaixells de guerra no van poder trencar el pont amb les seves armes. Les bateries costaneres romaneses van obrir foc contra el Bodrog, que va rebre cinc impactes i es va veure obligat a abandonar la batalla. El Körös també va ser bombardejat pels romanesos, va rebre dotze impactes i va poder arribar al seu port amb danys molt greus. L'artilleria costanera romanesa situada a l'illa de Cinghineaua va bombardejar i danyar un magatzem de carbó austrohongarès, i va poder destruir el canó de 7 cm del monitor fluvial Szamos.
A causa del deteriorament de la situació a Transsilvània, el general Averescu va decidir cancel·lar l'ofensiva i va ordenar a les seves tropes tornar al costat romanès del riu el 3 d'octubre, després de reparar les parts danyades del pont. Aquest mateix dia, una gran barcassa austrohongaresa carregada d'explosius va ser llançada pel riu per destruir el pont, però va ser enfonsada per l'artilleria costanera romanesa.
La flotilla austrohongaresa va deixar l'escena a la matinada del 4 d'octubre, després d'haver estat informada que els monitors fluvials romanesos s'apropaven a la zona.

## Conseqüències
El Danubi va romandre com una barrera per a les operacions militars posteriors, fins que la meitat de l'exèrcit de Mackensen el va creuar a finals de novembre de 1916.
El dany infligit pels dotze trets disparats per l'artilleria costanera romanesa va fer que el Körös fos incapacitat per al combat. Encara l'estaven reparant a Budapest quan el 30 de juny de 1917 va ser capturat pels romanesos, junt amb els altres vuit monitors fluvials de la flotilla austrohongaresa del Danubi que estaven als ports del Danubi (Bodrog, Sava i Maros a Măcin, i Bosna, Enns, Leitha, Szamos i Temes a Brăila). El Körös estava encara fora d'acció quan es va signar l'armistici amb Romania el desembre de 1917, i només va començar a tornar a ser operatiu l'abril de 1918.